# Kokon (album)
Kokon – trzeci album studyjny polskiego zespołu Pneuma wydany w 2003 roku.

## Lista utworów
1. "Intro" – 1:05
2. "Kto Woła Ciebie" – 4:01
3. "Kokon" – 5:24
4. "Widzisz" – 4:55
5. "Wybrałem Sam" – 4:47
6. "Nowe Prawo" – 5:39
7. "Dom" – 5:56
8. "Ten Dzień" – 4:23
9. "M.D.C." – 3:38
10. "K-Member" – 0:22
11. "Gdzie" – 7:01
12. "Dwa Pokolenia" – 5:20